# قصر بني زولي
قصر بني زولي (النطق المحلّي: ڭصر بني زولي) هي قرية تاريخية نواحي مدينة زاكورة، في الجنوب الشرقي للمغرب.

## التسمية: معنى القصر
القصر (أو الڭصر بتسكين الڭاف والصاد والراء، وبالأمازيغية: إغرم ⵉⵖⵔⴻⵎ) في العمارة الأمازيغية هو نسيج عمراني قروي، محاط بأسوار.
يخضع كل قصر لنظام اجتماعي دقيق، يعرف باسم «الجماعة» التي يرأسها «أمغار: ⴰⵎⴴⴰⵔ» (بمعنى «الكبير»)، والتي تتولى تسيير الشؤون الداخلية لسكان القصر وكذا الشؤون الخارجية مع القصور المجاورة، فتتكلف بتوزيع الموارد، حلّ النزاعات، ضمان الحماية، وضمان الالتزام بالأعراف والتقاليد.
غالبا ما يكون سكان القصر الواحد من مجموعات إثنية مختلفة، فينقسمون إلى أحياء مختلفة.

## الموقع الجغرافي
يقع قصر بني زولي في منطقة سهلية في الضفة الشمالية لوادي درعة، حيث يبعد عن الوادي بـ 1.5 كلم. كما يبعد عن مدينة زاكورة بـ 15 كلم شمالا.

## المعمار
يمتد القصر على مساحة 3.75 هكتارا، يحيط به سور بعلو 6 أمتار، به مدخل واحد و 11 برجا.
بنيت جميع مكونات القصر من الطين، باستعمال تقنية اللوح، حيث يتم إفراغ التراب المبلل في قالب خشبي يسمى اللوح، ويدكّ جيّدا إلى أن يصبح صلبا ومتماسكا، ويتم نزع اللوح بعد أن يجفّ تماما.

## الوضع الحالي
يوجد القصر حاليا في وضعية متردية، إذ أنه منهار جزئيا ومهجور.

قصر بني زولي حاليا
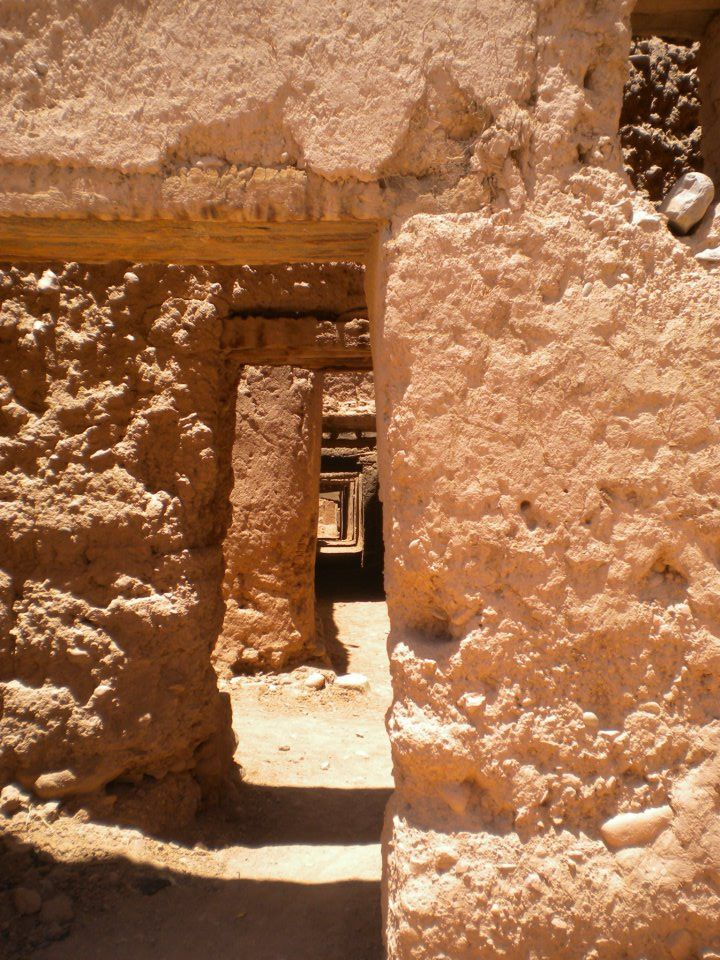
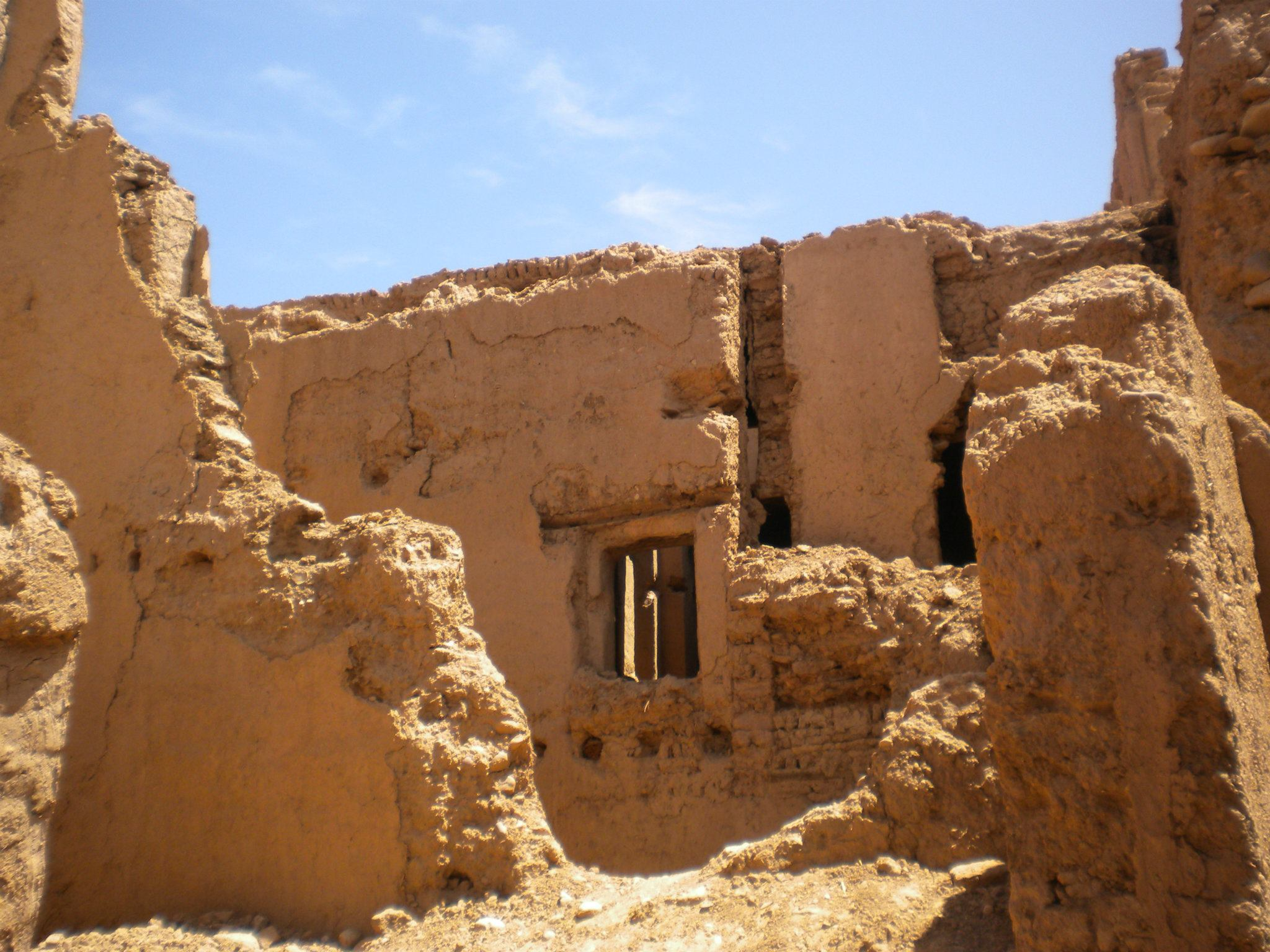
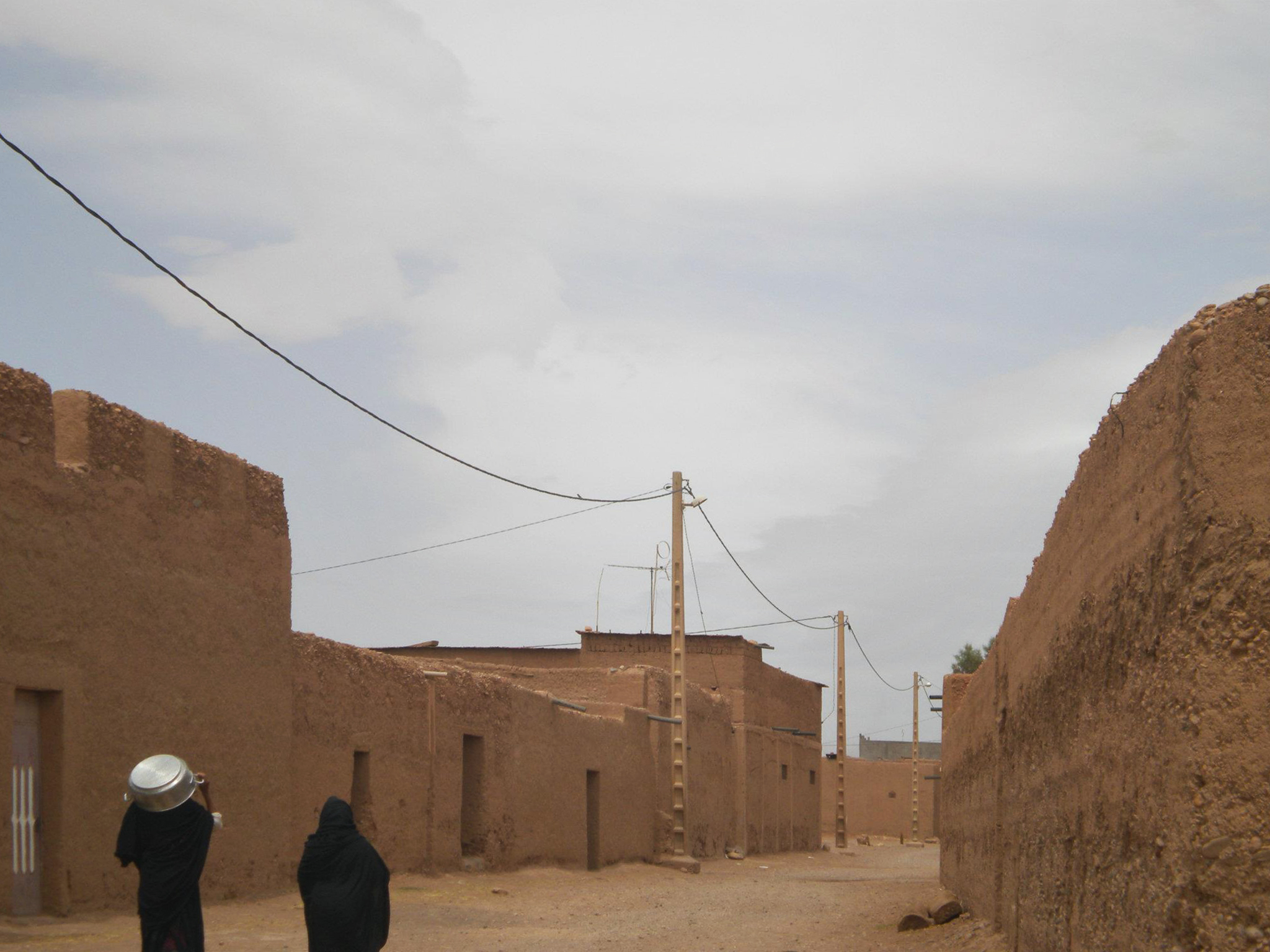
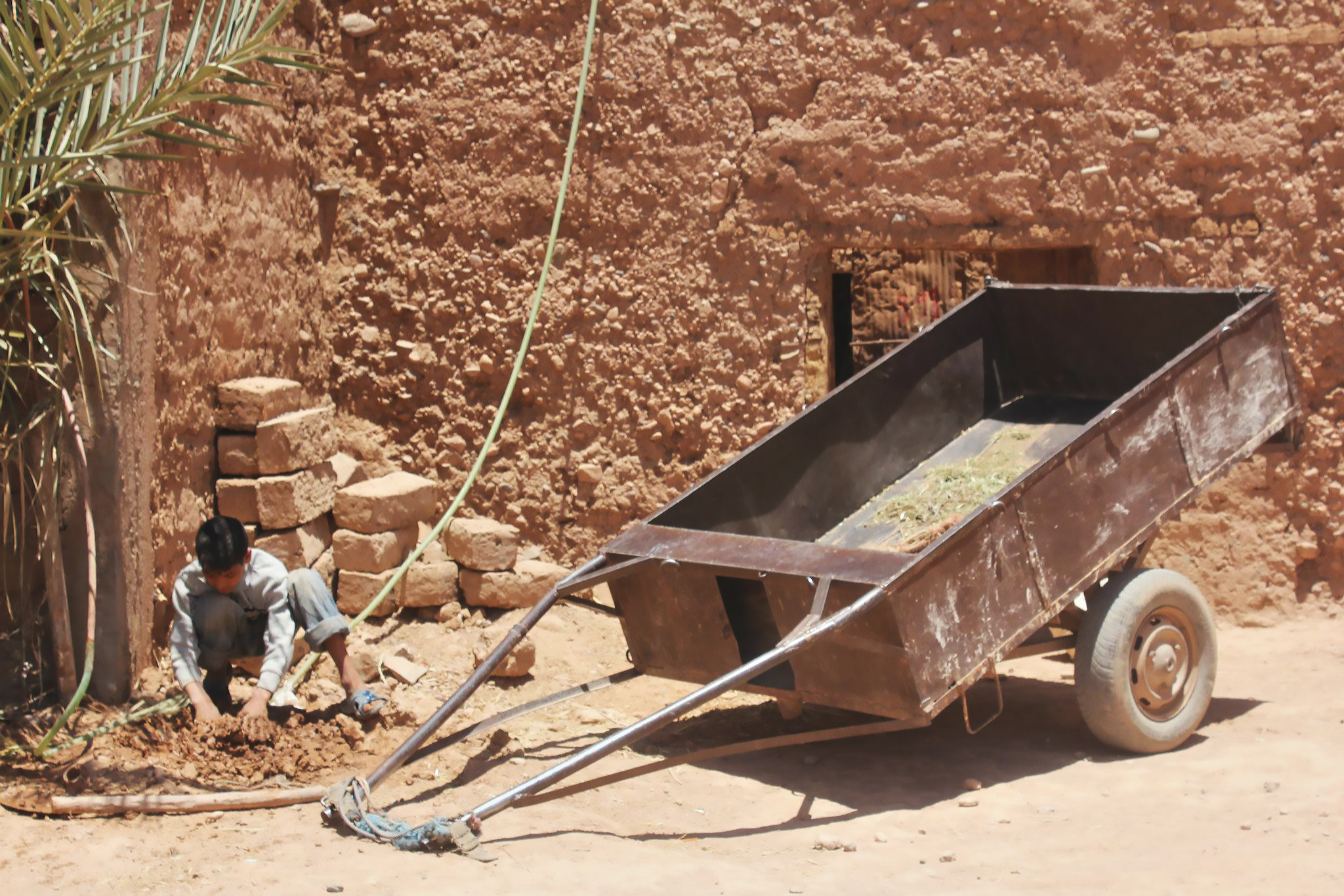